# أندري فوروبي
أندري فوروبي (بالأوكرانية: Воробей Андрій Олексійович) مواليد 29 نوفمبر 1978 في دونيتسك، هو لاعب كرة قدم أوكراني سابق كان يلعب كمهاجم. سبق له أن لعب في كأس العالم لكرة القدم مع منتخب بلاده. لعب خلال مسيرته 413 | totalgoals = 128 مباراة.

## مرحلة الشباب

### أندية لعب لها
- نادي شاختار دونيتسك

## المسيرة الاحترافية

### أندية لعب لها
- نادي شاختار دونيتسك
- نادي دنيبرو دنيبروبتروفسك
- نادي ميتاليست خاركيف

## وصلات خارجية
- أندري فوروبي على موقع الاتحاد الدولي (مؤرشف)  (الإنجليزية)
- أندري فوروبي على موقع الاتحاد الأوربي (الإنجليزية)
- أندري فوروبي على موقع اتحاد أوكرانيا (الإنجليزية)
- أندري فوروبي على موقع قاعدة بيانات كرة القدم.إي يو (الإنجليزية)
- أندري فوروبي على موقع ناشيونال فوتبول تيمز (الإنجليزية)
- أندري فوروبي على موقع Soccerway.com (الإنجليزية)
- أندري فوروبي على موقع عالم كرة القدم.نت (الإنجليزية)
- الموقع الرسمي